# Фавор
Фаво́р (ивр. הר תבור‎, Тавор; Итаврион; др.-греч. ὄρος Θαβώρ; лат. Tabor; араб. جبل الطور‎, Джебель-Тор) — отдельно стоящая гора высотой 588 м в восточной части Изреельской долины, в Нижней Галилее, в 9 км к юго-востоку от Назарета, в Израиле.
В христианстве традиционно считается местом Преображения Господня (по версии некоторых исследователей, Иисус Христос преобразился севернее, на горе Хермон — см. раздел «Гора Преображения» в статье «Преображение Господне»). На вершине горы расположены два действующих монастыря, православный и католический; каждый из них полагает, что построен на месте Преображения.

## Происхождение названия
Тавор (табур) значит собственно центральное выпуклое место, пуп. Гора эта совершенно отделена от всей цепи гор и округлена от подошвы до вершины, отчего и получила своё название. Вершина горы представляет продолговатую, слегка вдавленную и похожую на глазную впадину поверхность. Возможно, что в Галилее, кроме нынешнего Фавора, были и другие горы с этим названием, и что одна из них, в Верхней Галилее, была горой Преображения.
Когда хотели представить идею возвышенного и величественного, брали для сравнения гору Фавор. Так, Иеремия сравнивает царя египетского, славного и могущественного между народами, с Фавором между горами (Иер. 46:18).

## Фавор в истории
Впервые Фавор упоминается в Библии как граница земель трех колен Израилевых: Завулонова, Иссахарова и Неффалимова (Нав. 19:22). Позднее, во времена Судей, Варак, сопровождаемый пророчицей Деворой, сошёл с 10-ю тысячами войска с горы Фавор к потоку Киссону и разбил войско Сисары, военачальника асорского царя Иавина (Суд. 4:1-24). Здесь погибли братья Гедеона от руки царей мадиамских Зевея и Салмана (Суд. 8:18-19). Фавор и предместья его упоминается как один из городов Левитов (1 Пар . 6:77)
Вершина горы Фаворской, со времён Антиоха Великого (218 год до н. э.) до завоевания и разрушения Иерусалима римлянами при Веспасиане, постоянно служила укреплённым местом. Здесь римский проконсул Габиний разбил старшего сына Аристобула, Александра, бежавшего из плена и произведшего возмущение в Иудее.
В 67 году, во время Первой Иудейской войны, у подножия горы Фавор произошла битва, вошедшая в историю как битва при Итавирионе. Незадолго до начала битвы Иосифом Флавием, которому была поручена оборона Галилеи, на вершине горы Фавор было устроено укрепление. Укрепление было возведено за 40 дней.

Веспасиан меж тем, как побочное дело, предпринял поход против гарнизона на горе Итавирион, лежащей посредине между Большой равниной и Скифополем. Она подымается на высоту 30 стадий и едва досягаема с северной стороны; на ее вершине расстилается равнина на 26 стадий, вся занятая укреплениями. Объемистую обводную стену Иосиф построил в 40 дней, в течение которых ему все необходимое, а также вода, доставлялось снизу, так как наверху нет иной воды, кроме дождевой.
Так как здесь сосредоточилась огромная толпа иудеев, то Веспасиан послал против них Плацида с 600 всадниками. Подняться на гору ему было невозможно. Ввиду этого он манил их к себе вниз обещанием мира и прощения. Они действительно пришли, но с тем, чтобы и ему подставить ловушку. Плацид только потому и завязал с ними мирные переговоры, чтобы завладеть ими в открытом поле, а они делали вид, что предаются добровольно — тоже с целью неожиданно напасть на него. Победила, однако, хитрость Плацида. Как только иудеи пустили в дело оружие, он для вида обратился в бегство и увлек за собою преследующих далеко в поле; здесь же он обратил на них всадников, большую часть уничтожил, а остальной массе отрезал путь на гору. Они покинули Итавирион и бежали в Иерусалим. Собственно же население горы, страдавшее уже от недостатка воды, предало себя вместе с горой в руки Плацида.
— Иосиф Флавий «Иудейская война» (IV, 1, 8)
Исследователи обращают внимание на то, что Иосиф Флавий указывает высоту Фавора 30 стадий (более чем 5700 метров), а размеры вершиной поверхности — 26 стадий (около 5000 м). Предполагают, что здесь следует читать высоту горы 3 стадии (около 550 м) и протяжённость вершинной поверхности — 6 стадий (около 1000 м).
Укрепления на горе Фавор были окончательно разрушены во время возмущения евреев при императоре Адриане.
Предание Церкви издревле признаёт гору Фавор горой Преображения Господня, хотя само название горы не упоминается в Евангелиях. Святая Елена (по другим источникам византийцы) воздвигла на Фаворе храм во имя свидетелей Преображения — апостолов Петра, Иакова и Иоанна, или по другим сведениям — Иисуса Христа, Моисея и Илии. В четвёртом веке появилась традиция подниматься на Фавор, в горе были высечены 4300 ступеней, по которым сегодня проходит асфальтированная дорога. Позднее, в VIII веке, здесь существовал монастырь с церковью. Долгое время на развалинах этого храма греческий епископ ежегодно совершал литургию; также католические иноки Назарета совершали здесь литургию в день Преображения.
Крестоносцы возобновили укрепления на Фаворе, потому что у подножия горы проходила Via Maris, главная дорога из Египта в Дамаск. Танкред, герой первого крестового похода (1088—1112), построил на вершине церковь, а монахи-клюнийцы основали монастырь. Примерно в это же время здесь была кафедра архиепископа, подчинённая латинскому патриарху Иерусалима. При султане Бейбарсе, в 1263 году, всё это было разрушено сарацинами, а христиане изгнаны. В 1631 году друзский эмир Фахер ад Дин дал разрешение францисканцам вернуться на Фавор.
Наполеон Бонапарт во время своего похода в Сирию в 1799 году недалеко от Фавора одержал одну из побед над дамасским пашой Абдаллой. Французы хотя и потеряли до 300 человек убитыми и ранеными, но избавились от грозившей им опасности со стороны Дамаска, в то время как они осаждали Акру.
К началу XX века на Фаворе были построены два новых монастыря, греческий — на месте византийской церкви, и католический — на месте монастыря Танкреда.

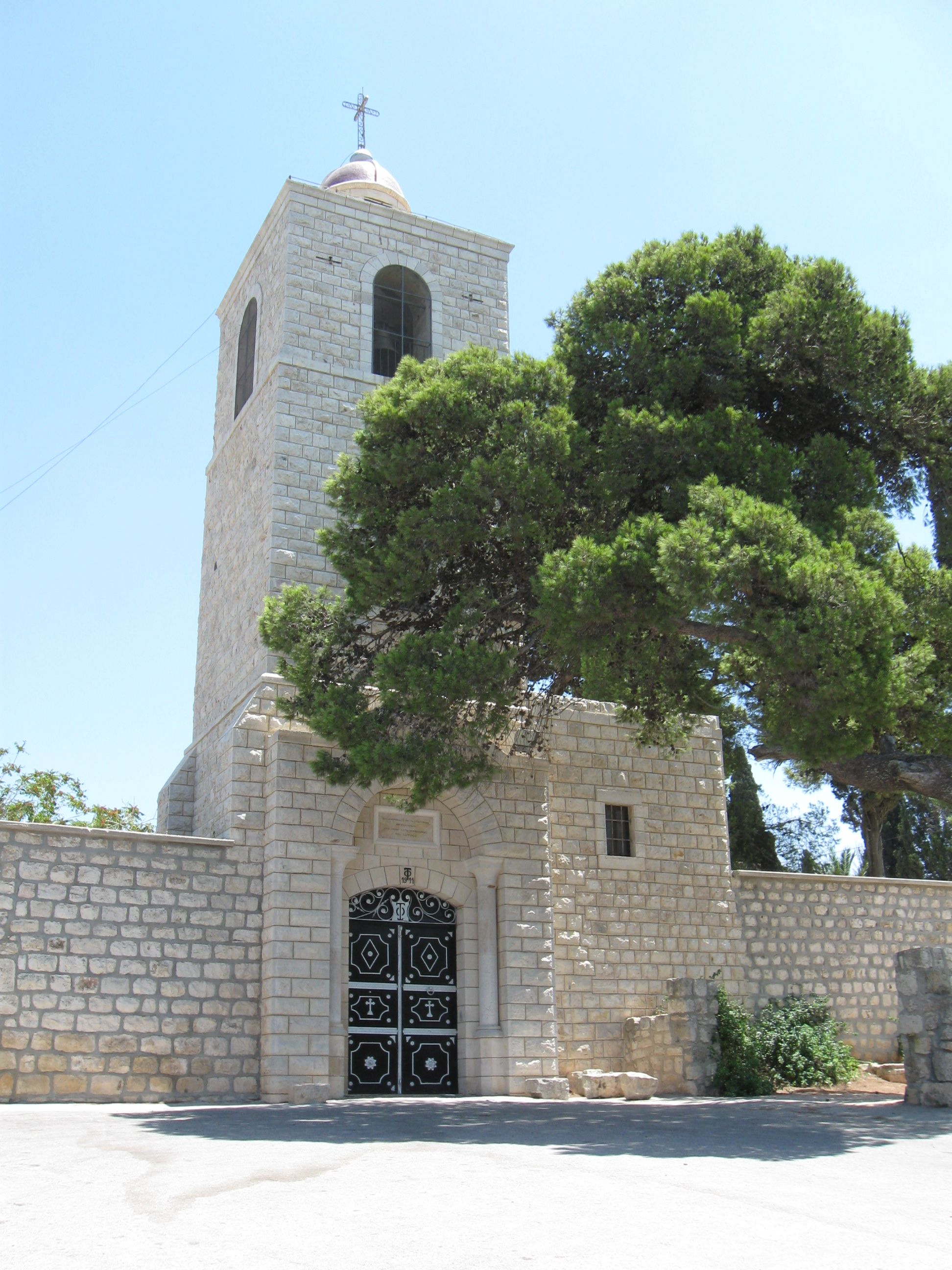
Колокольня и ворота православного монастыря на вершине Фавора

## Православный монастырь
В северо-восточной части вершины Фавора расположен действующий православный греческий женский монастырь Преображения Господня. История его основания связана с именем архимандрита Иринарха, выходца из Молдавии, в прошлом монаха лавры Саввы Освященного. Не ранее 1854 года, после бывшего ему видения, он поселился на вершине Фавора. Вскоре, обнаружив остатки древней византийской базилики (её сооружение связывается с именем святой Елены), он начал её восстанавливать со своим помощником, иеродиаконом Нестором, однако довести работу до конца не успел, потому что скончался 25 декабря 1859 года, в Рождество, в возрасте 93 лет, и был похоронен на месте своих трудов. Храм достроили и освятили 6 августа 1862 года, он имеет три престола: центральный в честь Преображения, южный в честь пророков Моисея и Илии, северный в честь святых Георгия Победоносца и Дмитрия Солунского. Колокольня построена в 1911 году. Строительство храма и монастыря во многом велось на деньги, присылаемые из России. В монастырском храме хранится чудотворная Акафистная икона Божией Матери, а в приделе пророков Моисея и Илии, в апсиде, видны камни древнего храма и фрагменты византийской мозаики. На принадлежащей монастырю территории находится пещерный храм Мелхиседека.

## Католический монастырь
К началу XX века в юго-западной части вершины Фавора был построен католический францисканский монастырь, который занимает территорию крепости, воздвигнутой мусульманами в XIII веке. В этом монастыре на развалинах храма времен крестоносцев и более ранних развалинах построена величественная базилика Преображения Господня (архитектор Антонио Барлуцци), рядом сохранились остатки византийского монастыря. Дорога, ведущая в монастырь, проходит через так называемые «Врата ветра». В монастыре имеется небольшая гостиница для паломников.

## Галерея

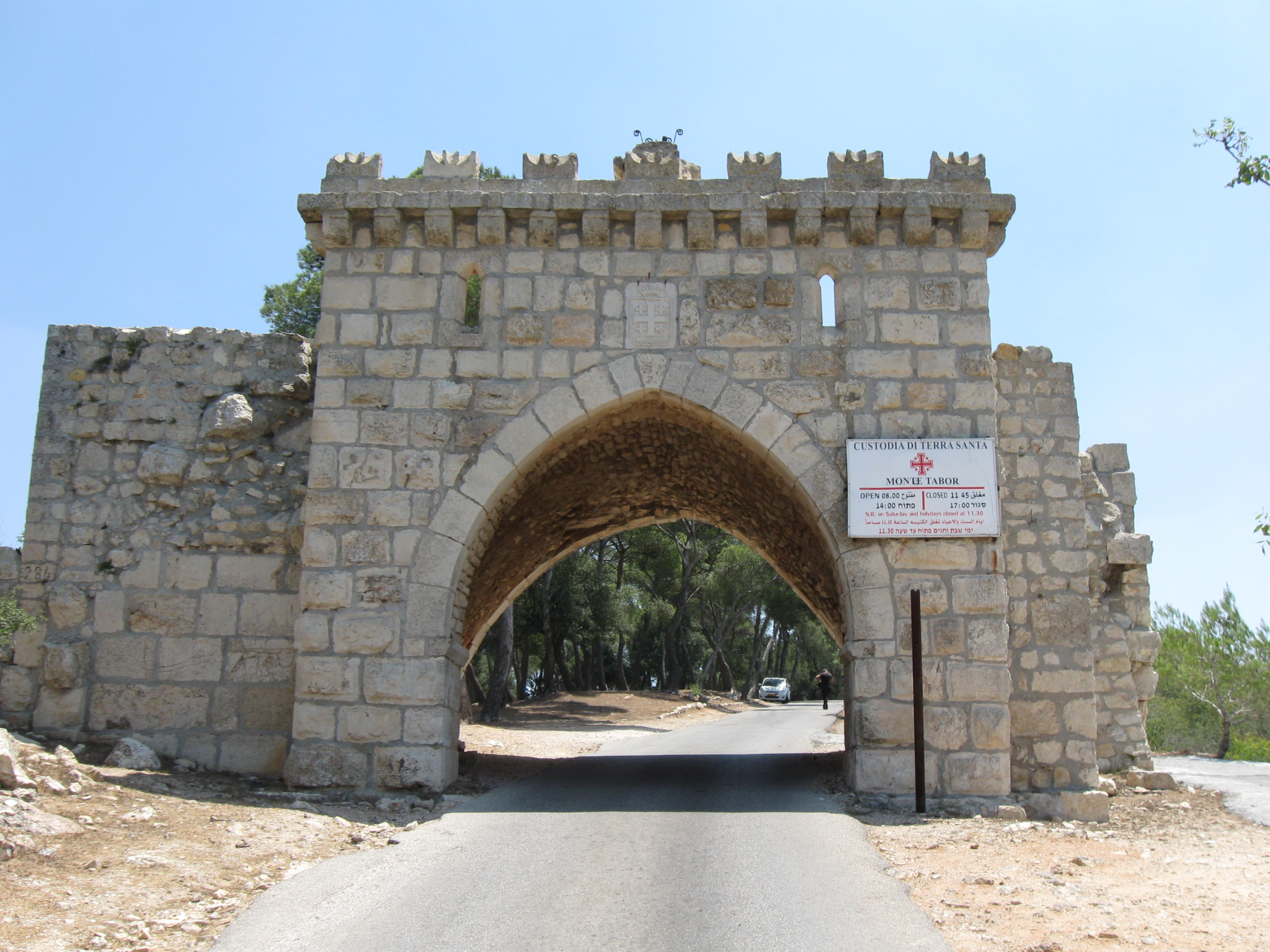
«Врата ветра», через которые ведет дорога к монастырю
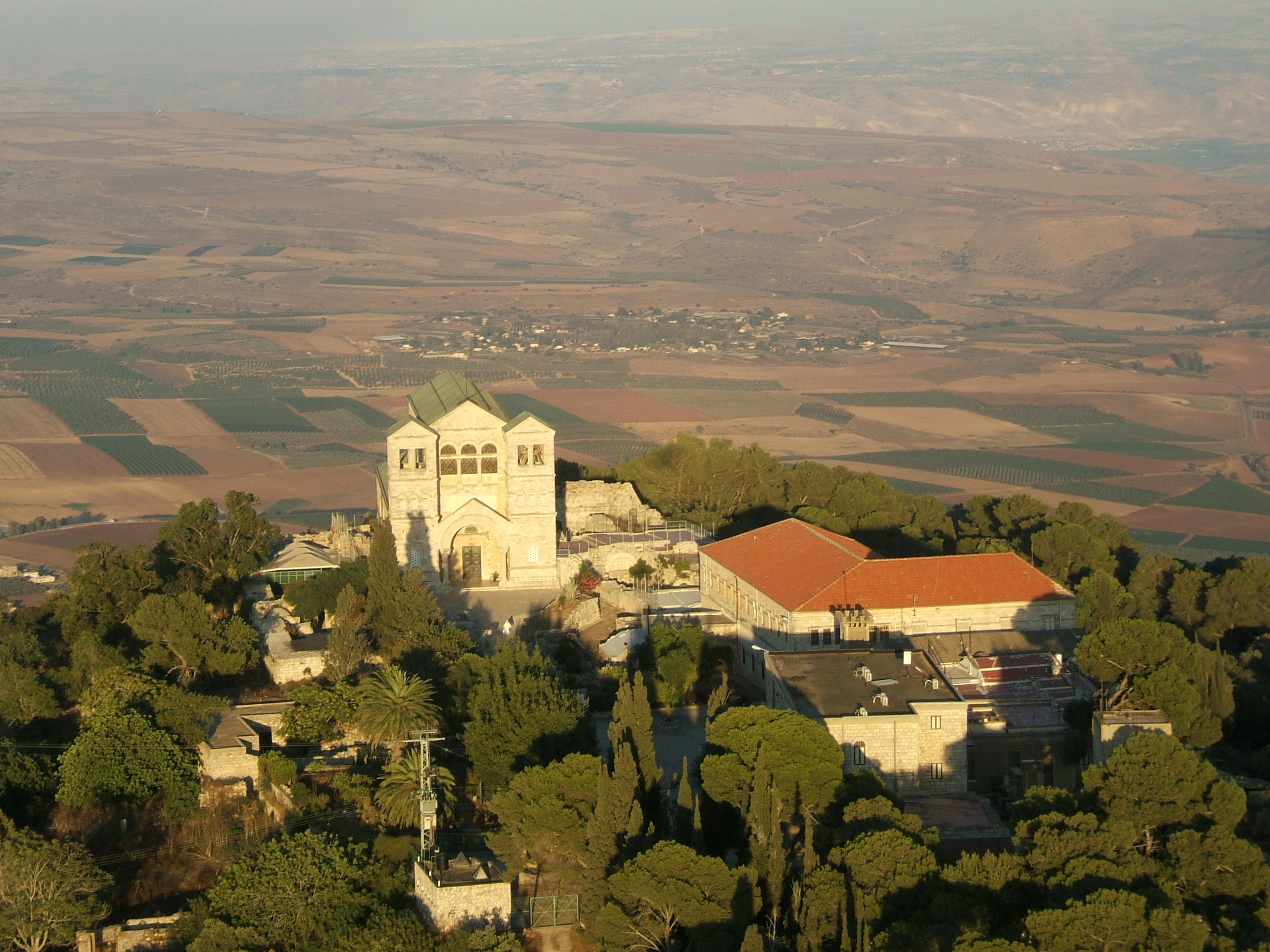
Католический монастырь на вершине Фавора, вид с воздуха
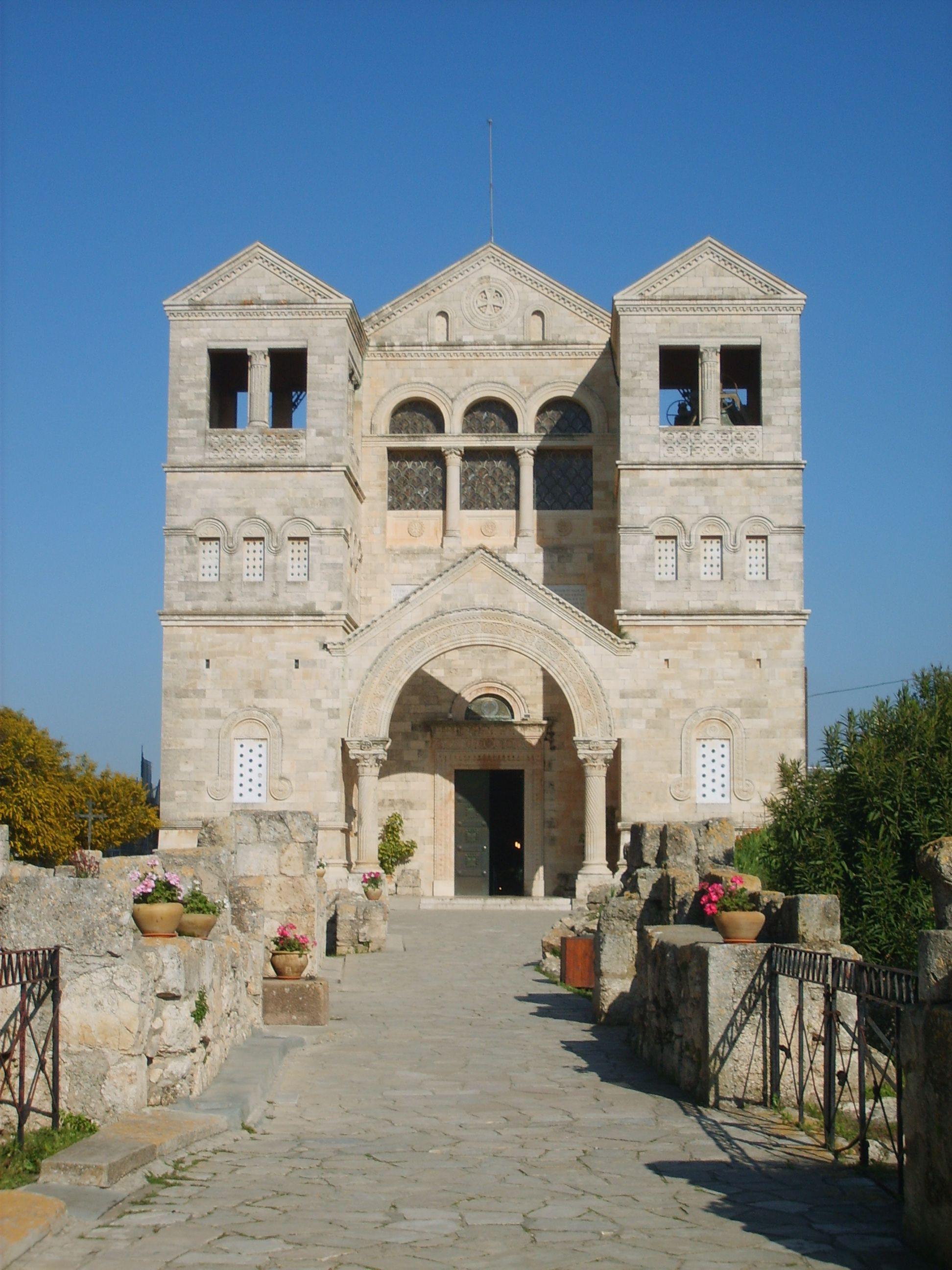
Базилика Преображения
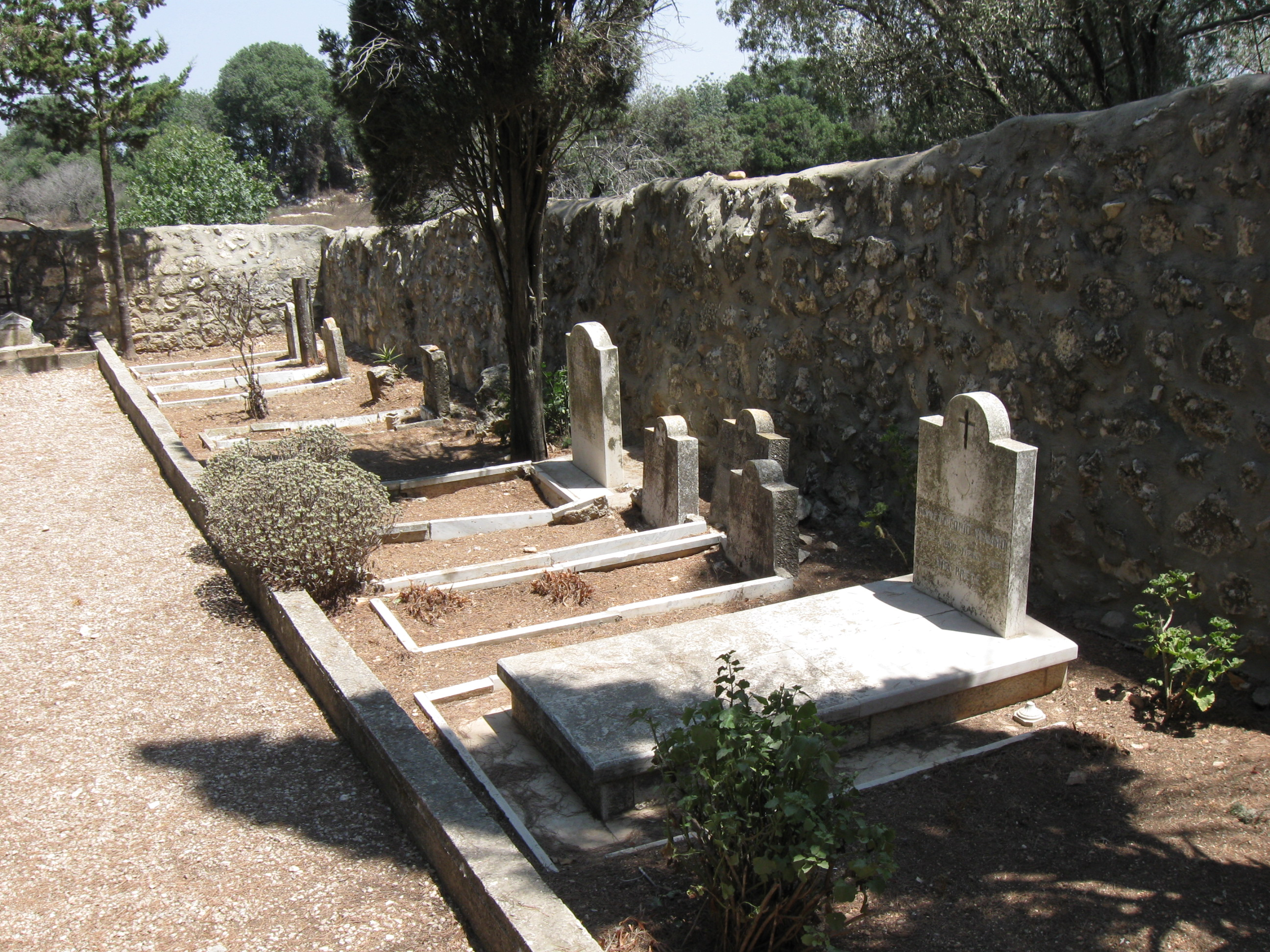
Францисканское монастырское кладбище